# Cédia Brault
Cédia Brault (* 4. Januar 1894 in Sainte-Martine; † 27. Juni 1972 in Montreal) war eine kanadische Sängerin (Mezzosopran).

## Leben
Die Schwester des Sängers Victor Brault studierte von 1911 bis 1918 bei Céline Marier und von 1918 bis 1919 bei Salvator Issaurel Gesang und von 1918 bis 1920 Harmonielehre bei Rodolphe Mathieu. 1918 debütierte sie am Monument national als Carmen neben Sarah Fischer (als Micaela), Ulysse Paquin (als Escamillo) und Victor Desautels (als Don José). 1919 sang sie u. a. die Titelrolle in Mignon und die Charlotte in Werther, 1922 die Dalila in einer konzertanten Aufführung von Samson et Dalila mit Émile Gour als Partner. In der Uraufführung von Guillaume Coutures lyrischem Poem Jean le Précurseur hatte sie die Rolle der Hérodiade. 
Daneben war Brault auch erfolgreich als Konzertsängerin. Sie gab 1918 die kanadische Erstaufführung von  Claude Debussys Proses lyriques (begleitet von Léo-Pol Morin) und war eine der ersten, die in Kanada Lieder von Maurice Ravel, Alfredo Casella und Darius Milhaud (Poèmes juifs) sang. Mit Léo-Pol Morin und Robert Imand nahm sie 1927 am Debussy-Festival in Montreal teil. Auch außerhalb Kanadas trat sie erfolgreich u. a. in der Pariser Salle Pleyel und der Aeolian Hall in London auf. Bei ihrem Abschiedskonzert 1939 trat sie auf dem Mont Royal in Montreal vor 6000 Zuhörern als Carmen auf. 1977 wurde eine  Straße in Quebec nach ihr benannt.
Brault war seit 1920 mit dem Tenor Victor Desautels verheiratet. Ihre Tochter ist die Komponistin, Instrumentalistin, Musikwissenschaftlerin und -pädagogin Andrée Desautels.